# 老汉凸螺
老汉凸螺是裂螺科凸螺屬的一种。

## 分佈
主要分布于韩国、台湾綠島、蘭嶼等地，常栖息在潮间带岩礁区。